# Stodmarsh
Stodmarsh är en by i civil parish Wickhambreaux, i distriktet Canterbury, i grevskapet Kent, i England. Byn är belägen 8 km från Canterbury. Stodmarsh var en civil parish fram till 1934 när blev den en del av Wickhambreaux. Civil parish hade 107 invånare år 1931.